# Synpalamides albofasciata
Synpalamides albofasciata är en fjärilsart som beskrevs av Ludwig Wilhelm Schaufuss 1870. Synpalamides albofasciata ingår i släktet Synpalamides och familjen Castniidae. Inga underarter finns listade i Catalogue of Life.